# Disposición transitoria cuarta

Navarra y País Vasco en España

 La disposición transitoria cuarta de la Constitución española de 1978 establece un procedimiento para la incorporación de Navarra al País Vasco. Es una de las nueve disposiciones transitorias de la Constitución española. Dentro del texto constitucional español, esta disposición es el único caso en el que se plantea la posibilidad de unión de dos comunidades autónomas, ya que el artículo 145.1 de la Constitución prohíbe expresamente la federación de comunidades autónomas.

## Texto
La disposición transitoria cuarta de la Constitución española de 1978 dice:

1. En el caso de Navarra, y a efectos de su incorporación al Consejo General Vasco o al régimen autonómico vasco que le sustituya, en lugar de lo que establece el Art. 143 de la Constitución, la iniciativa corresponde al Órgano Foral competente, el cual adoptará su decisión por mayoría de los miembros que lo componen. Para la validez de dicha iniciativa será preciso, además, que la decisión del Órgano Foral competente sea ratificada por referéndum expresamente convocado al efecto, y aprobado por mayoría de los votos válidos emitidos.

2. Si la iniciativa no prosperase, solamente se podrá reproducir la misma en distinto período del mandato del Órgano Foral competente, y en todo caso, cuando haya transcurrido el plazo mínimo que establece el Art. 143.

Disposición transitoria cuarta de la Constitución española de 1978

El Consejo General Vasco al que hace alusión la disposición transitoria cuarta era el órgano preautonómico que fue creado en 1978 con ámbito territorial en las tres provincias vascas, presidido por el socialista Ramón Rubial. Quedó extinguido en 1980 con la constitución de la comunidad autónoma del País Vasco y la subsiguiente constitución del primer Gobierno Vasco. Por lo tanto, en caso de prosperar el procedimiento de esta disposición, Navarra se incorporaría al País Vasco, como régimen autonómico vasco que sustituyó al Consejo General Vasco.
El órgano floral competente que tiene la iniciativa para invocar la disposición transitoria cuarta es el Parlamento de Navarra, tal y como establece el Amejoramiento del Fuero de Navarra.
El plazo que establece el artículo 143, al que remite la segunda parte, es de cinco años.

## Origen
La disposición transitoria cuarta surge de la importante disputa política y social existente en Navarra durante la década de 1970 y principios de 1980 entre los partidarios de que Navarra se constituyese en comunidad propia y diferenciada y los que propugnaban su integración en el País Vasco. Dicha disputa se evidenciaría ya en la propia constitución del Consejo General Vasco durante la instauración de los regímenes preautonómicos durante la primera etapa de la transición española a la democracia.
La controversia intentó ser solventada, a modo de compromiso entre el gobierno de Unión de Centro Democrático de Adolfo Suárez y el Partido Nacionalista Vasco, con la aceptación de que Navarra siguiera su propia vía, pero incluyendo en el texto constitucional un mecanismo que previese la incorporación de Navarra al País Vasco en caso de ser esa la voluntad de las instituciones y de la población navarra. La inclusión en la Constitución de esta disposición sería contestada por un lado en el seno de la propia agrupación navarra de UCD y llevaría finalmente a la escisión de una parte de la organización de UCD en Navarra y la subsiguiente fundación de Unión del Pueblo Navarro (UPN).
En virtud de las distintas modalidades de acceso a la autonomía perfiladas en la Constitución, Navarra y el País Vasco accederían al régimen autonómico por vías diferentes, en el marco de la construcción del Estado de las autonomías.
En el caso del País Vasco su constitución en comunidad autónoma se produjo por la vía del artículo 151 de la Constitución de acuerdo a su vez con lo establecido en la Disposición Transitoria Segunda que permitía a las regiones que habían llegado a realizar un plebiscito sobre sus estatutos de autonomía durante la Segunda República (es decir, Cataluña, el País Vasco y Galicia) utilizar una vía específica regulada en el artículo 151 para acceder directamente a la autonomía con un alto nivel de competencias. Además, el procedimiento autonómico seguido en el País Vasco contó con la particularidad de que las 3 provincias constituyentes del País Vasco eran a su vez territorios forales cuyos derechos históricos amparaba la Constitución en su Disposición Adicional Primera, lo que determinó que la arquitectura institucional del País Vasco tuviera que ser diseñada a dos niveles repartiendo las competencias entre aquellas de tipo autonómico que se asignaban a unas instituciones comunes de toda la comunidad (Parlamento Vasco y Gobierno Vasco) y aquellas otras de tipo foral que con sustento en los derechos históricos reconocidos por la Constitución quedaban asignadas a las instituciones forales de cada territorio histórico/provincia (juntas generales y diputaciones forales).
Por su parte, Navarra no accedió a la autonomía ni por el artículo 151, ni tampoco por la vía ordinaria del artículo 143, sino que amparada en el contenido de la Disposición Adicional Primera de la Constitución, que establece: "La Constitución ampara y respeta los derechos históricos de los territorios forales. La actualización general de dicho régimen foral se llevará a cabo, en su caso, en el marco de la Constitución y de los Estatutos de Autonomía", negoció bilateralmente con el Estado una reforma y ampliación del marco normativo foral preconstitucional que Navarra había disfrutado desde el siglo XIX. Esta reforma y ampliación, denominada Amejoramiento del Fuero señala incluso en su artículo 2 la existencia de un continuo legal del régimen foral inaugurado en el siglo XIX con la Ley Paccionada de 1841 y la Disposición Adicional Primera de la Constitución con el propio Amejoramiento del Fuero.

## Concordancia legislativa
El mecanismo legal regulado en la disposición transitoria cuarta es objeto de concordancia y desarrollo legislativo tanto por el Amejoramiento del Fuero de Navarra, como por el Estatuto de Autonomía del País Vasco.

### Amejoramiento del Fuero
La disposición adicional segunda del Amejoramiento del Fuero de Navarra establece:

El Parlamento será el órgano foral competente para:

a) Ejercer la iniciativa a que se refiere la disposición transitoria cuarta de la Constitución.

b) Ejercer, en su caso, la iniciativa para la separación de Navarra de la Comunidad Autónoma a la que se hubiese incorporado.

Disposición adicional segunda del Amejoramiento del Fuero

### Estatuto de Autonomía del País Vasco
El artículo 2 del Estatuto de Autonomía del País Vasco señala:

1. Álava, Guipúzcoa y Vizcaya, así como Navarra tienen derecho a formar parte de la Comunidad Autónoma del País Vasco.

2. El territorio de la Comunidad Autónoma del País Vasco quedará integrado por los Territorios Históricos que coinciden con las provincias, en sus actuales límites, de Álava, Guipúzcoa y Vizcaya, así como la de Navarra, en el supuesto de que esta última decida su incorporación de acuerdo con el procedimiento establecido en la disposición transitoria cuarta de la Constitución.

Artículo 2 del Estatuto de Autonomía del País Vasco

Y el artículo 47 dispone:

2. En el caso de que se produjera la hipótesis prevista en la disposición transitoria cuarta de la Constitución, el Congreso y el Senado, en sesión conjunta y siguiendo el procedimiento reglamentario que de común acuerdo determinen, establecerán por mayoría absoluta, qué requisitos de los establecidos en el artículo 46 se aplicarán para la reforma del Estatuto, que deberá en todo caso incluir la aprobación del órgano foral competente, la aprobación mediante Ley Orgánica, por las Cortes Generales, y el referéndum del conjunto de los territorios afectados.

Artículo 47 del Estatuto de Autonomía del País Vasco

## Reacciones
Ya desde los mismos debates parlamentarios sobre la aprobación del texto constitucional se hizo patente la disparidad de opiniones sobre el carácter y alcance de lo regulado en la disposición transitoria cuarta.
De este modo, la previsión que la disposición hace a la necesidad de que la decisión de incorporación de Navarra al País Vasco deba contar necesariamente con su aprobación en referéndum ha suscitado la polémica sobre si ese referéndum (del que no se especifica concretamente el sujeto electoral) debe ser convocado en toda España, en las dos comunidades afectadas o solo en Navarra. Al no haberse puesto nunca en práctica la disposición, el Tribunal Constitucional no ha tenido oportunidad de precisar este extremo. No obstante, de la redacción del Estatuto de Autonomía del País Vasco se deduce que no se espera que el cuerpo electoral sujeto del referéndum sea otro distinto del de la población de Navarra. Por otro lado, en relación con la polémica concreta sobre el asunto del ámbito territorial en el que el referéndum previsto en la Disposición Transitoria Cuarta debería ser convocado, Jaime Ignacio del Burgo, uno de los partícipes de la redacción de dicha disposición, consideró que dicho referéndum se debía celebrar solo en Navarra y en tal sentido afirmó: 

"Nunca fui llamado a capítulo por Adolfo Suárez con la advertencia de que si no aceptaba la disposición transitoria cuarta mi carrera política podía acabar de concejal del Ayuntamiento de Pamplona. Tampoco es cierto que la citada disposición fuera una concesión de Suárez a Carlos Garaikoetxea. Lo único cierto es que dicha disposición fue consecuencia de la resistencia de la UCD foral -firmemente apoyada por Suárez- a aceptar que Navarra fuera integrada por la brava en Euskadi garantizando que sólo el pueblo navarro tenía derecho a decidir si quería hacerlo o no... en la reunión celebrada en el Congreso los días 29 y 30 de diciembre de 1977 en el que el PSOE y el PNV acabaron por aceptar que solo el referéndum del pueblo navarro podría legitimar un cambio del estatus de Navarra... La transitoria cuarta, a su vez, respetó el derecho del pueblo navarro a decidir libremente su destino en el seno del nuevo Estado autonómico español".

También se ha planteado la posibilidad de que, puesto en marcha el mecanismo de incorporación, el País Vasco no deseara entonces la incorporación de Navarra. Sin embargo, en la regulación que de esta previsión constitucional se ha hecho en el Estatuto de Autonomía del País Vasco la posibilidad de incorporación de Navarra al País Vasco es conceptualizada como derecho, sin que se incluya la necesidad de contar con el plácet del propio País Vasco para ejercer ese derecho. No obstante, el propio texto del Estatuto de Autonomía del País Vasco, establece también en su artículo 47.2 que una vez completado el procedimiento constitucional de incorporación de Navarra al País Vasco deba requerirse una reforma del Estatuto. Esa necesidad de reforma estatutaria exigiría a su vez la aprobación de la misma en referéndum por la población del País Vasco y de Navarra, pero no un referéndum específico para la incorporación.
Así mismo, objeto de controversia fue, ya desde su inicio, el hecho de que la disposición transitoria cuarta establezca un mecanismo de incorporación de Navarra al País Vasco, pero no uno de separación en caso de que los navarros cambiaran de opinión. En este sentido, en las negociaciones para la redacción del Amejoramiento del Fuero sí se incluyó en el mismo una referencia a este asunto previendo que el Parlamento de Navarra sería también el órgano competente para acordar la separación de Navarra de la comunidad a la que se hubiese incorporado.

### Navarrismo españolista
Desde ámbitos navarristas que toman como principal nota distintiva de su ideario política la defensa de Navarra como comunidad propia y diferenciada y la oposición a su incorporación al País Vasco, se esgrimen en relación con la Disposición Transitoria Cuarta posiciones mixtas que van desde considerar a la misma una garantía de que Navarra no podrá ser incorporada al País Vasco sin el concurso de la voluntad sus habitantes, a estimar que su mera presencia supone una hipoteca permanente sobre el futuro de Navarra.
Así, desde el campo navarrista suele argumentarse que el carácter de transitoria y no de adicional que presenta esta disposición invalida e ilegítima el que después de décadas de la constitución de Navarra como Comunidad Floral esta disposición pueda tener materialización alguna.
Más específicamente, y a tenor de las tentativas y propuestas de reforma de la Constitución española, UPN, como partido hegemónico del navarrismo ha propugnado abiertamente por la supresión de la Disposición Transitoria Cuarta; en tanto que antes de su desaparición como partido en 2011 otro referente del navarrismo político como Convergencia de Demócratas de Navarra defendió con ahínco su mantenimiento.

### Nacionalismo vasco
Tradicionalmente, las opiniones vinculadas al nacionalismo vasco en Navarra y fuera de ella consideran que el carácter de transitoria que posee esta disposición es una mera denominación retórica, y que la disposición conserva toda su efectividad y potencialidad legal caso de ser puesta en práctica. A este respecto, desde estos sectores se argumenta que ya el propio texto constitucional hace referencia a la vocación de permanencia de lo regulado en la Disposición Transitoria Cuarta cuando explicita que en caso de no prosperar el mecanismo éste no se podrá repetir hasta el transcurso del plazo de 5 años.

## Aplicación
Desde su promulgación dentro del texto constitucional en 1978, la disposición transitoria cuarta no se ha llegado a aplicar nunca. La única tentativa hasta la fecha de impulsar su utilización ocurrió el 17 de diciembre de 1979, cuando todavía no se había promulgado el Estatuto de Autonomía del País Vasco ni el Amejoramiento del Fuero de Navarra. La Comisión de Régimen Foral del recién constituido Parlamento Foral votó una moción presentada por el único parlamentario de la Unión Navarra de Izquierdas (UNAI) y por uno de los tres parlamentarios de la coalición Nacionalistas Vascos en representación de varios partidos sin representación o incluidos en otras coaliciones en el Parlamento Foral (Euskadiko Ezkerra, Partido del Trabajo de Euskadi, Euskal Sozialistak Elkartzeko Indarra y Partido Comunista de Euskadi). La moción alentaba a que el Parlamento se mostrara favorable a la incorporación de Navarra al País Vasco e hiciera uso de la prerrogativa que en este sentido le confería la disposición transitoria cuarta.
La moción no llegó a ser votada en el pleno del Parlamento porque fue rechazada en la comisión con los votos mayoritarios de los representantes de Unión de Centro Democrático y Unión del Pueblo Navarro (que a su vez contaban en el pleno con 33 de los 70 escaños del Parlamento) que superaron a los votos favorables emitidos por Herri Batasuna, Nacionalistas Vascos, Agrupaciones Electorales de Merindad-Amaiur y Unión Navarra de Izquierdas (que sumaban 20 escaños en el Parlamento). La votación contó también con la abstención del PSOE (15) y del Partido Carlista de Euskalherria (1).